# Úpice
Úpice (německy Eipel, dříve Aupice) je město v okrese Trutnov v Královéhradeckém kraji v severovýchodních Čechách. Město leží v Krkonošském podhůří na řece Úpě. Žije zde přibližně 5 400 obyvatel.

## Přírodní poměry

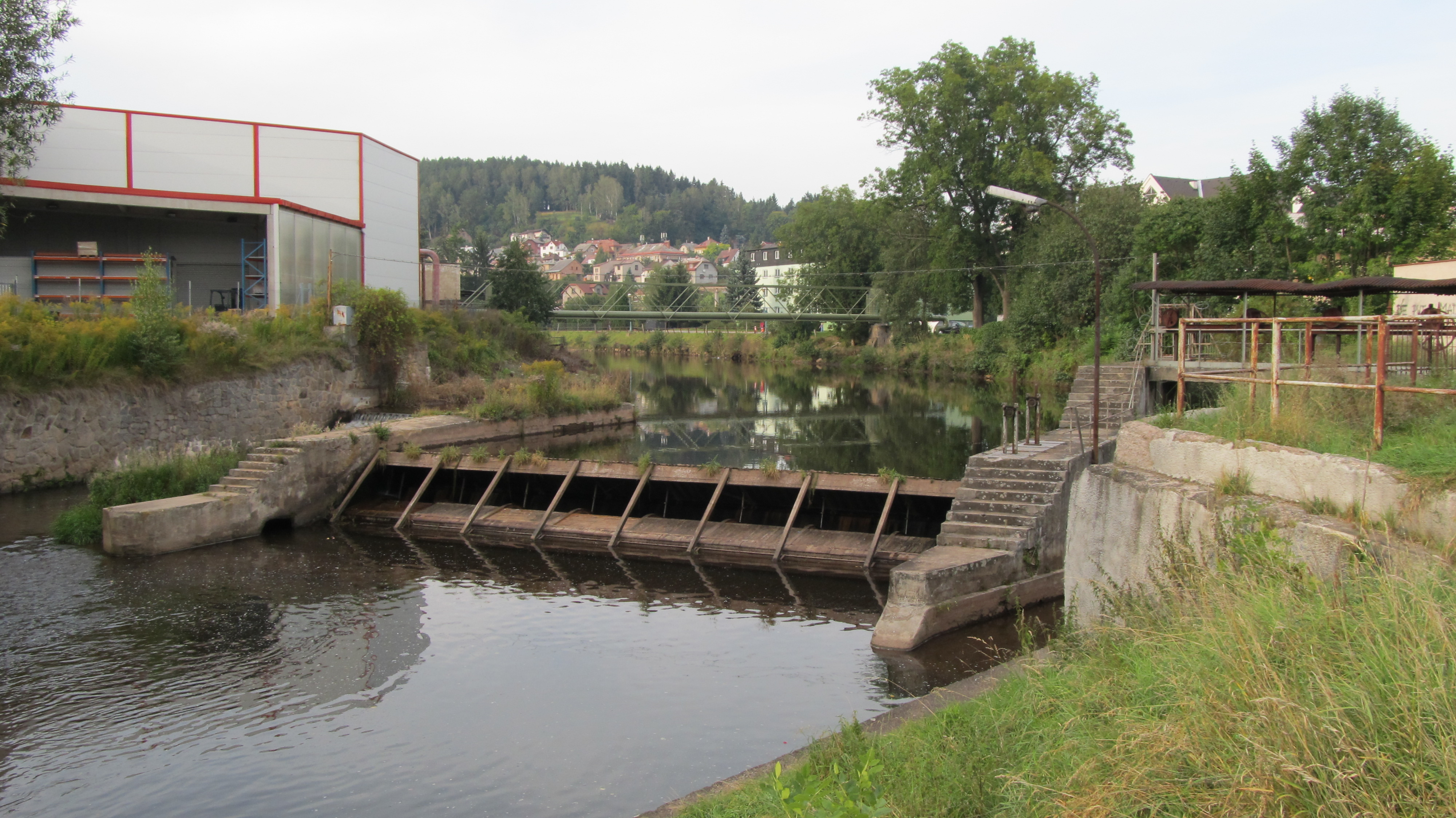
Řeka Úpa se splavem

Město se nachází v severovýchodních Čechách 14 km jihovýchodně od Trutnova a 20 km severozápadně od Náchoda. Úpice se prostírá po obou březích řeky Úpy v roklinatém údolí lemovaném výšinou U Lipek a lesy Svobodným, Milešovkou, Velbabou, Dlouhými Záhony a Rtyňkou. Řeka Úpa protéká městem od západu ve vypjatém oblouku k jihu. Na pravém břehu ústí do Úpy potok Radečka, na levém potok Rtyňka. Výška u mostu Svatopluka Čecha je 337 m n. m., práh kostela svatého Jakuba Většího na náměstí se nachází ve výšce 359 metrů, výšina U Lipek 416 metrů a nejvyšší bod na katastru Úpice je na Velbabě (464,2 metrů). Nejvyšší bod na katastru integrované obce Radeč je vrch Na Červené hlíně (501 metrů).

## Historie
Úpice vznikla asi v 11. století na spojovací obchodní stezce jako stanice u brodu, kde bylo třeba řeku přebrodit. Řeka Úpa tak přispěla k založení osady, které dala i své jméno. Původní osada byla malá, jedna část byla seskupena na vyvýšené rovince nad pravým břehem Úpy, druhá roztroušena při potoce Radečka. Na volném místě mezi domky na ostrohu řeky byl záhy postaven kostel a kolem něho založen hřbitov. S počáteční historií je spojena pozoruhodná pověst o odražení vpádu Mongolů roku 1241 (pověst je označuje jako Tatary); tento letopočet je zaznamenán také na štítě městské radnice římskými číslicemi MCCXLI.
Kolem roku 1270 byl založen hrad Vízmburk a Úpice povýšena na trhové městečko. Hrad s městečkem pak tvořily nerozlučnou dvojici. Úpice měla výsady na trhy, kostelní nadace, právo vybírati clo z mostu, várečné a hrdelní právo, vlastní váhu a míru.
Město a radnici navštívil v neděli 11. července 1926 oficiálně prezident republiky Tomáš Garrigue Masaryk.

## Městské symboly

### Znak
V zeleném poli stojí hrubě otesaný kmen stromu (hnědý) s pěti pahýly větví a se čtyřmi kořeny. Nad kmenem je umístěna zlatá koruna a po stranách kmenu jsou dvě hnědá písmena g. Koruna značí poddanost města náchodským knížecím rodům. Písmena g odkazují na posledního majitele hradu Vízmburk, Jiřího z Dubé (Georgius).

### Vlajka
Vlajka je tvořena listem o poměru stran 2:3 s pěti vodorovnými pruhy: hnědým, žlutým, zeleným, žlutým a hnědým v poměru šířek 1:1:4:1:1. Ve středu žerďové části na zeleném pruhu je žlutá koruna. Vlajka byla přijata v roce 1994.

## Části města
- Úpice
- Radeč (něm. Raatsch)

Od 1. ledna 1981 do 31. srpna 1990 k městu patřily i Suchovršice.

## Školství
V Úpici se nacházejí dvě základní školy, mateřská škola (je tvořena dvěma pracovišti), gymnázium, základní speciální škola, střední odborná škola, základní umělecká škola. V Úpici stojí i hvězdárna se zaměřením na výzkum Slunce:

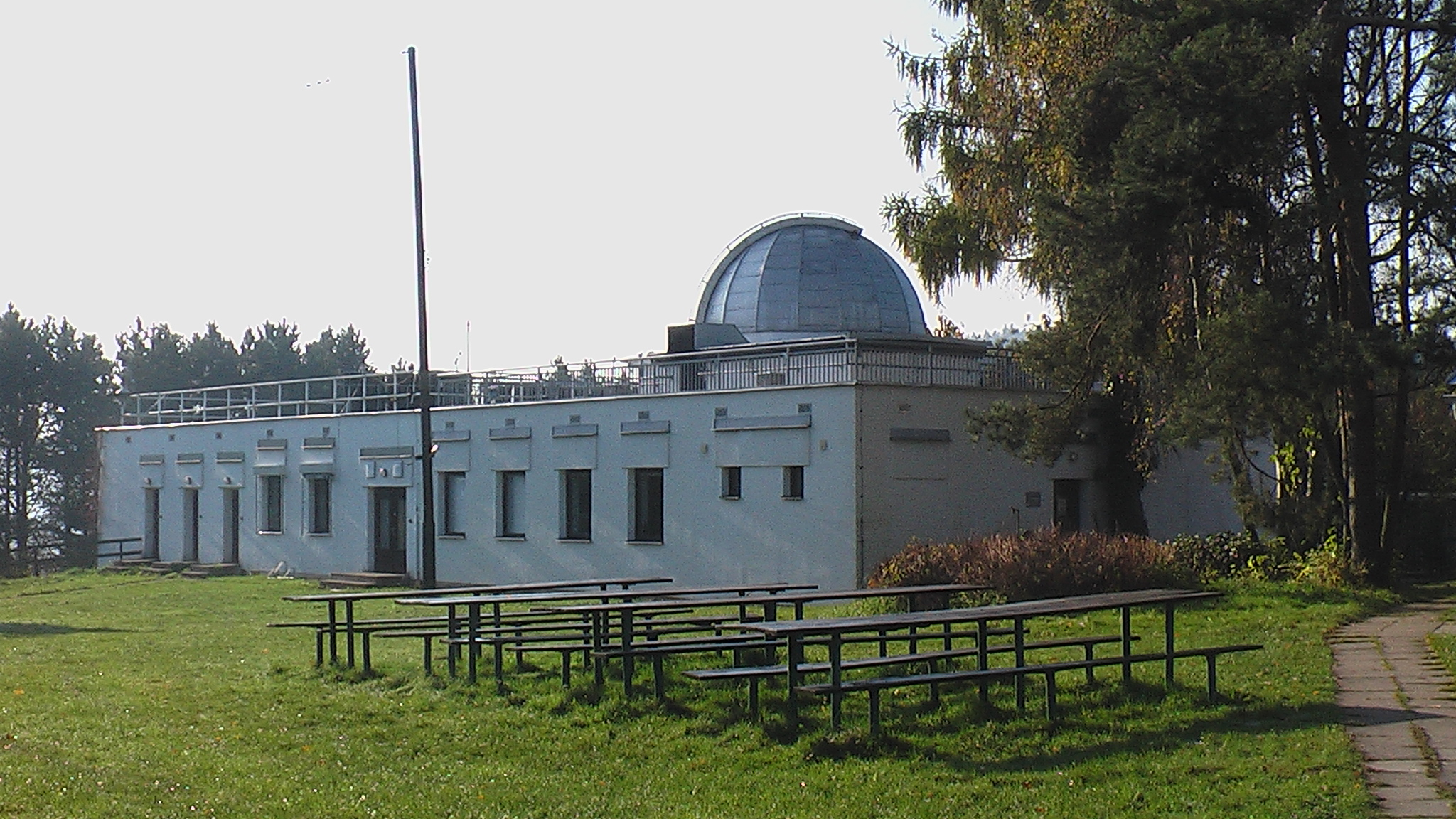
Hvězdárna

- Mateřská škola Úpice, Plickova 781
- Základní škola Úpice-Lány, Palackého 793
- Základní škola Bratří Čapků Úpice, Komenského 151
- Střední odborná škola Úpice, Havlíčkova 812
- Městské gymnázium Úpice, Havlíčkova 812
- Speciální základní škola Úpice, Nábřeží pplk. A. Bunzla 660
- Základní umělecká škola Anny Marie Buxton Úpice, Tyršova 351
- Hvězdárna Úpice, U Lipek 160

## Sport
V roce 2014 působí v Úpici 13 sportovních organizací:
- Automotoklub Úpice
- Klub českých turistů Úpice
- SK BP Lumen Úpice
- SK Sparta Úpice (web)
- Šipkový klub Republika Úpice
- TJ Maratonstav Úpice
- TJ Orel Úpice
- TJ Sokol Úpice
- TJ Sparta Úpice (web) — oddíly: ASPV (Asociace sportu pro všechny), basketbal, box, cyklistika, lední hokej, SMPS (Svaz mentálně postižených sportovců), stolní tenis, šipky, tenis, turistika a vodní turistika.[9]

## Kultura
- Městské muzeum a galerie

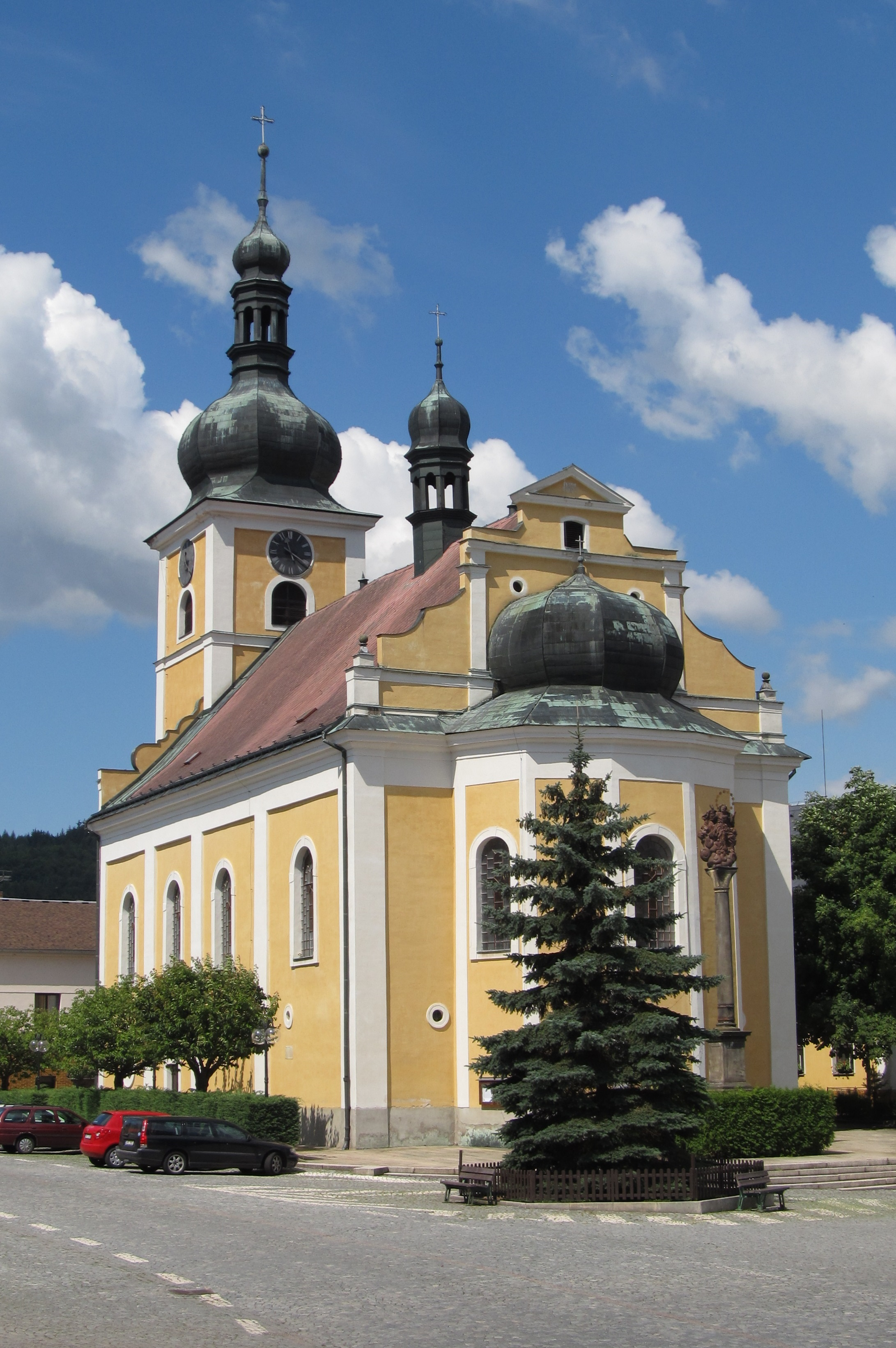
Kostel svatého Jakuba Většího na náměstí

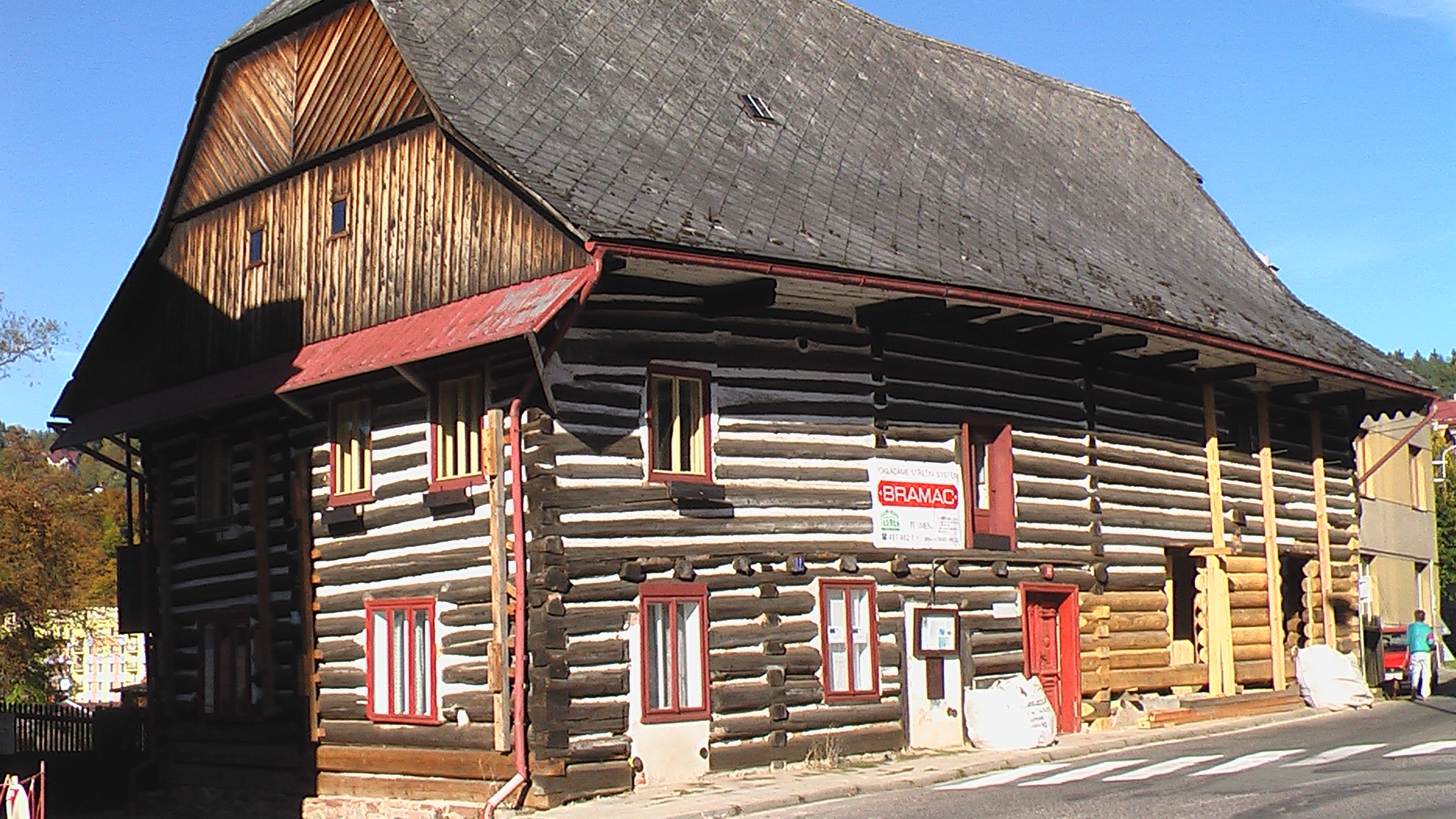
Dřevěnka v ulici Žižkova

- Divadlo Aloise Jiráska, Chelčického 216
- Kino Mír, Chelčického 216
- Městská knihovna, Bří Čapků 1075

## Pamětihodnosti
- Kostel svatého Jakuba Většího na náměstí T. G. M.
- Kaple svatého Michala u divadla Aloise Jiráska
- Sousoší Nejsvětější Trojice při Březinově stezce
- Pomník obětem fašismu v ulici Pod Městem
- Dřevěnka v ulici Žižkova (národní kulturní památka)
- Historická radnice na náměstí T. G. M., sídlo Městského muzea a galerie J. W. Mezerové
- Jasan v Úpici, památný strom v parčíku poblíž radnice
- Buky Na Veselce dva památné stromy v parku u MŠ a ZUŠ
- Buky v Úpici dvojice památných stromů v ulici Národní

## Osobnosti

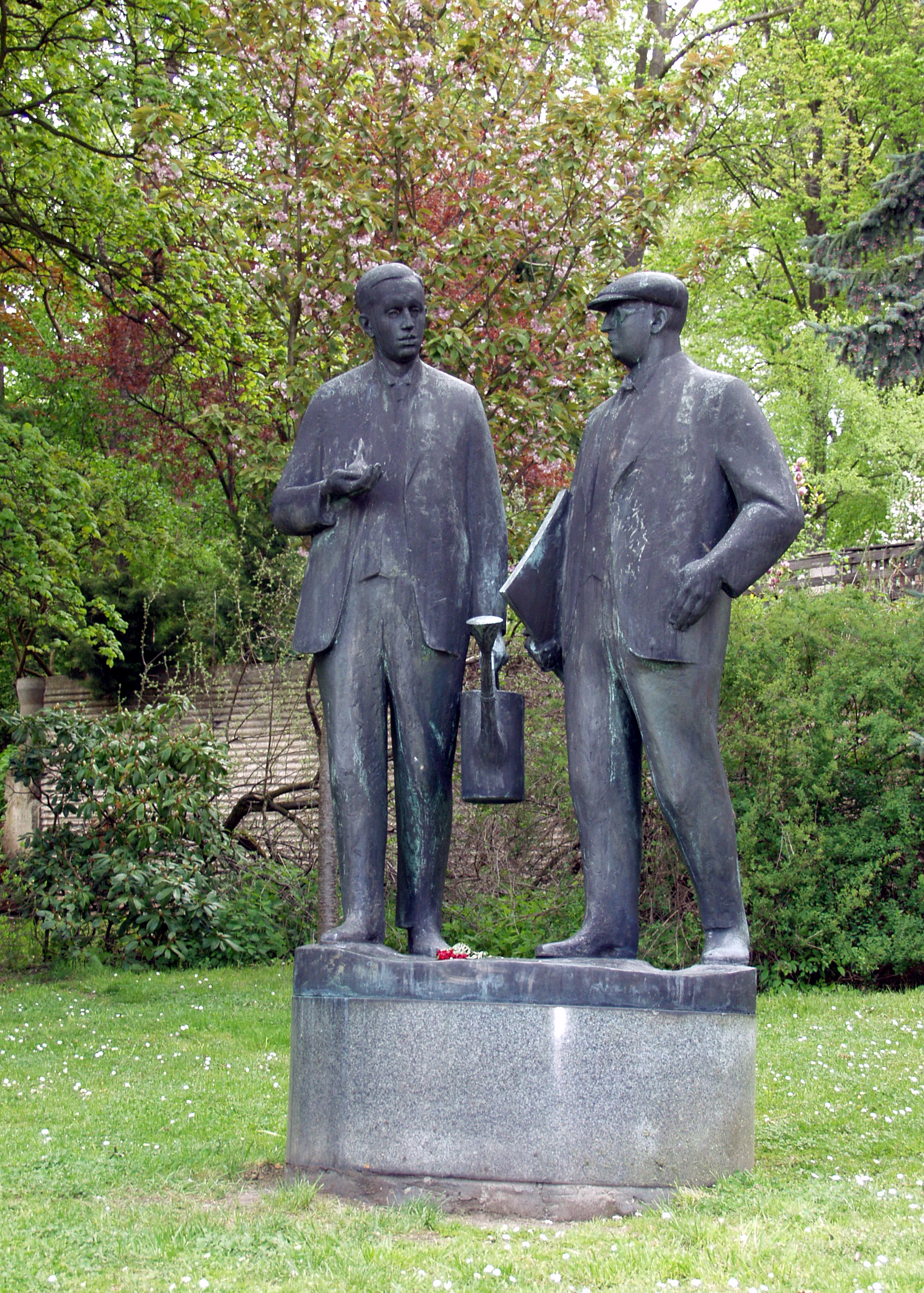
Sochy bratří Čapků v Malých Svatoňovicích

- bratři Čapkové, spisovatelé, žili zde 17 let[10]
- Jakub Dohnal, herec, parkourista
- Antonín Hejna, archeolog středověku
- František M. Hník, teolog a biskup Církve československé husitské
- Radko Kejzlar, filolog a literární vědec, překladatel z dánštiny, norštiny a švédštiny
- Filip Oberländer, lovec, cestovatel, zemřel ve východní Africe
- Richard Sacher, československý ministr vnitra
- Jiří Středa, kameraman
- Ludvík Středa, spisovatel
- Julie Winterová-Mezerová, malířka
- František Wonka, katolický kněz a vlastivědec

## Partnerská města
- Piechowice, Polsko